# Aéroport de Tarauacá
L'aéroport de Tarauacá, aussi appelé aéroport José Galera dos Santos (code IATA : TRQ • code OACI : SBTK) est l'aéroport desservant la ville Tarauacá au Brésil.

## Historique
En décembre 2009, en raison de problèmes de fonctionnement, l'aéroport a été fermé temporairement. Par conséquent, la seule façon d'atteindre la ville de Tarauacá par les voies aériennes a été d'emprunter l'aéroport de Feijó, situé à 45 km de la zone urbaine de Tarauacá. L'aéroport de Tarauacá a été ouvert de nouveau le 19 août 2010, après avoir subi une rénovation majeure.

## Compagnies aériennes et destinations
| Compagnies          | Destinations      |
| ------------------- | ----------------- |
| Rio Branco Aerotaxi | Feijó, Rio Branco |

## Situation
L'aéroport est situé à 3 km du centre-ville de Tarauacá.
| \| 200 km1:42 212 000 \| São Paulo-Guarulhos São Paulo-Congonhas Brasília Rio-Galeão Belo Horizonte Campinas Rio-Santos-Dumont Recife Porto Alegre Salvador Fortaleza Curitiba Florianópolis Belém Vitória Goiânia Manaus Navegantes |
| 200 km1:42 212 000 |